# Régence (chaussures)
Pour l’article homonyme, voir Régence.
 (décembre 2010).
 (juin 2019).
Chaussures Régence est une entreprise familiale fondée à Québec en 1979. Elle se spécialise dans la conception, le développement et la commercialisation de chaussures de plein air et de sécurité. Chaussures Régence est implantée au Québec, au Canada, aux États-Unis et en Chine. La compagnie est aussi distributrice d’autres marques dans le domaine des souliers et bottes de sécurité.